# Scaptesyle bizone
Scaptesyle bizone är en fjärilsart som beskrevs av Rothschild 1912. Scaptesyle bizone ingår i släktet Scaptesyle och familjen björnspinnare. Inga underarter finns listade.